# 間歇性再生能源

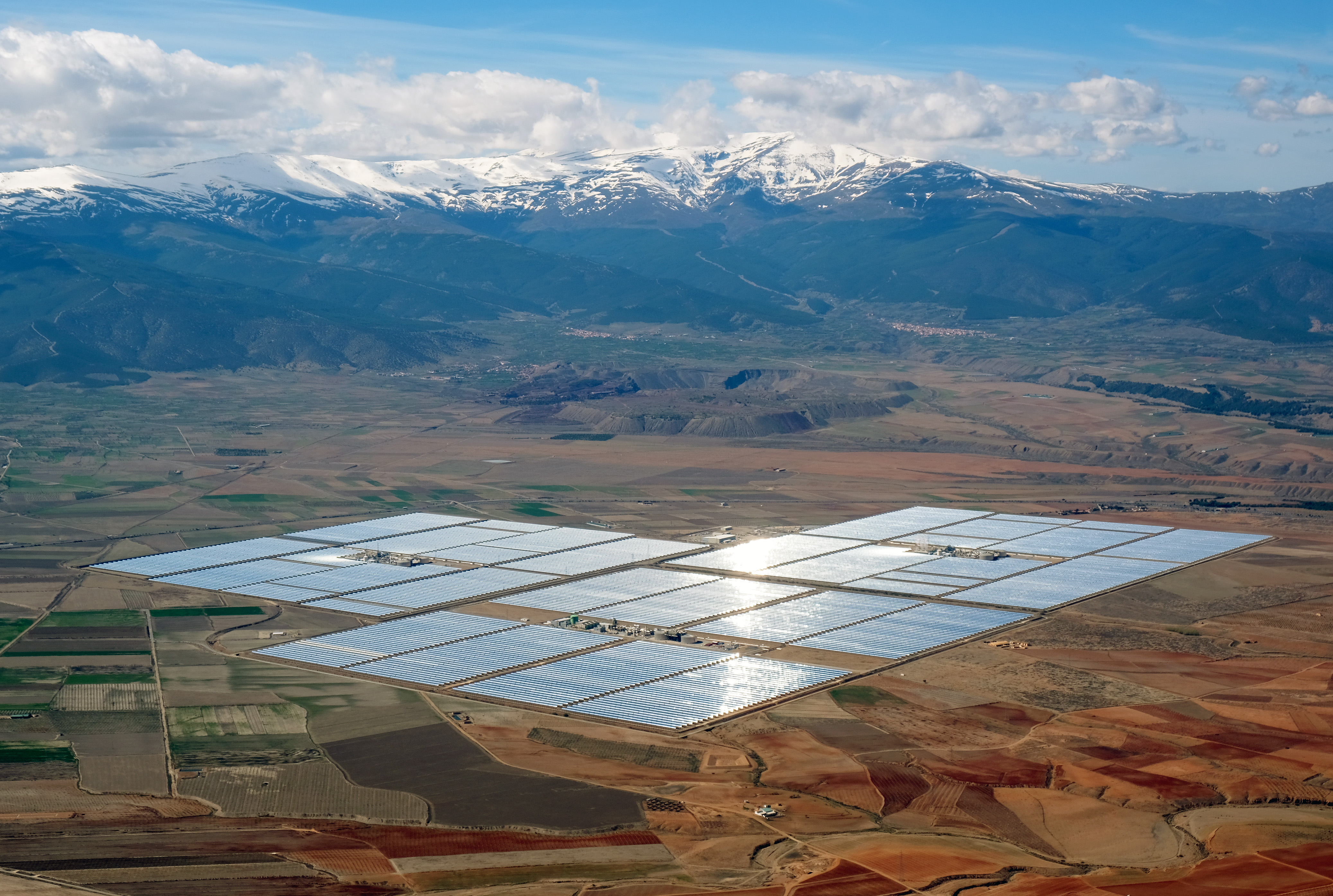
位於西班牙的安達索爾太陽能電站，是一座裝置容量150百萬瓦的商業型拋物槽式太陽能集熱器發電系統。安達索爾電站利用熔融鹽罐儲存太陽熱能，在日落後仍能持續發電。.

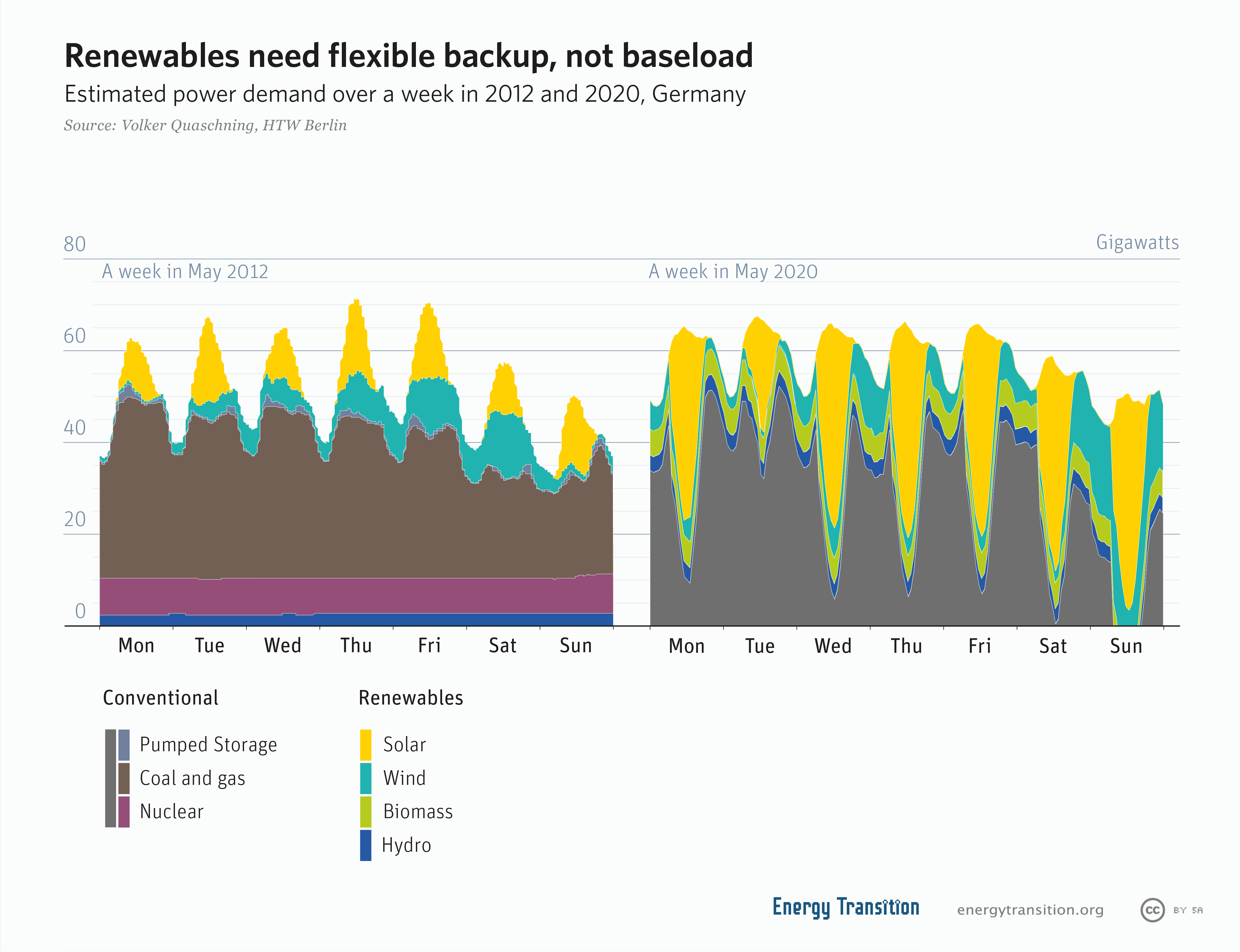
當電網中有很高的再生能源滲透率時，通常需要更多可調度發電廠，而非基本負載發電廠。

間歇性再生能源（英語：Variable renewable energy，簡稱VRE，也可寫為，簡稱IRES）是種有波動性而不可調度的再生能源（例如風能和太陽能），相對的是可控（可調度）再生能源，例如築壩式水力發電或生物能源，或相對恆定的，例如地熱能。
僅少量間歇性電力對電網運作影響不大。但如果使用到大量間歇性電力就需要把電網基礎設施升級，甚至是重新設計。
將大量間歇性能源納入電網中的做法有儲能技術、改善各間歇性能源之間連結、使用水力發電等可調度能源以及建置冗餘發電能力，俾便縱然在天氣不利的情況下也能生產足夠的電力。能源部門與建築、運輸和工業部門之間加強連結也有幫助。（p. 55）

## 背景和專門用語
間歇性再生能源目前在大多數電網中的滲透率不高：於2021年，全球發電量中有7%來自風能和4%來自太陽能。然而迄2021年，丹麥、盧森堡和烏拉圭三國有40%以上的電力產自風能和太陽能。間歇性再生能源的特點有不可預測性、變動性和低營運成本。然後再加上此類能源通常是種非同步電力供應，給輸電系統營運商帶來挑戰，因為系統必須確保在供與需之間能夠匹配。解決的方法有能源儲存、需量反應、建置冗餘容量和不同部門耦合（例如Power-to-X，利用電力將多餘的再生能源轉換成其他形式的能量載體 (X) 過程）。較小且孤立的電網可能無足夠的容量與彈性以容納大型間歇式再生能源產生的電力。
電力需求與供應的匹配問題並不是間歇性電源所特有。現有電網已在設計中將不確定因素列入考慮，包括需求突然大幅變化以及無法預見的設備故障。雖然電網已設計具有超過預計尖峰需求的容量來解決此類問題，但仍可能需要進行重大升級才能適應大量間歇性電力的存在。
有幾個重要專門用語有助於一般人理解間歇性電源的內涵。這些用語並未標準化，可能會有不同的版本。以下用語中的大多數也適用於傳統發電廠。
- 間歇性或是變動性是電源波動的程度。此有兩面向：可預測的變化，例如晝夜循環，以及不可預測的部分（不精準的氣象預報）。[11]間歇性（intermittent）可用於指不可預測的部分，而變動性（variable）則指可預測的部分。[12]
- 可調度電力（英语：Dispatchable generation）是給定電源根據需要而快速增加及減少輸出的能力。此概念與間歇性不同。可調度性是系統營運商將供應（發電機輸出）與系統需求（負載）相匹配的幾種方式之一。[13]
- 滲透率是指特定來源的發電量佔年消費量的百分比。[14]
- 額定功率或額定容量是於主管機構登記有關發電裝置的理論輸出量。對於間歇性電源，例如風能和太陽能，額定容量是在理想條件下（例如最大可用風力或晴朗夏日的強烈陽光）的電量輸出。
- 容量因子、平均容量因子或負載因子是於給定時間段（通常是一年）內的實際發電量與該時間段內的額定發電量的比率。基本上，它是發電廠實際產生電量與在整個時間段內以額定容量運行，理論上所能產生電量之間的比率。
- 穩定供電能力或穩定電力是"由電力供應商保證在承諾所期間內隨時可提供的電力"。[15]
- 容量信用（英语：Capacity credit）：指發電廠裝置容量中在特定時間段（通常是在系統負荷高峰期）[16]可靠提供電量的比例，通常以額定容量的百分比表示。[17][比如？]
- 可預見性（或稱可預測性）指的是發電廠能夠預測發電量的準確程度：[18]例如潮汐能隨潮汐而變化，但完全可預測（因為月球軌道可準確預測），改善的天氣預報可讓風力發電更易預測。[19]

## 間歇性能源
築壩、燃燒生物質和地熱能所產生的電力皆可調度，因為這些能源基本上均可儲備。風能和太陽能發電如果不搭配儲能系統，由於發電量會波動不定，無法即時調度，因此是不可調度電源。

### 風能發電

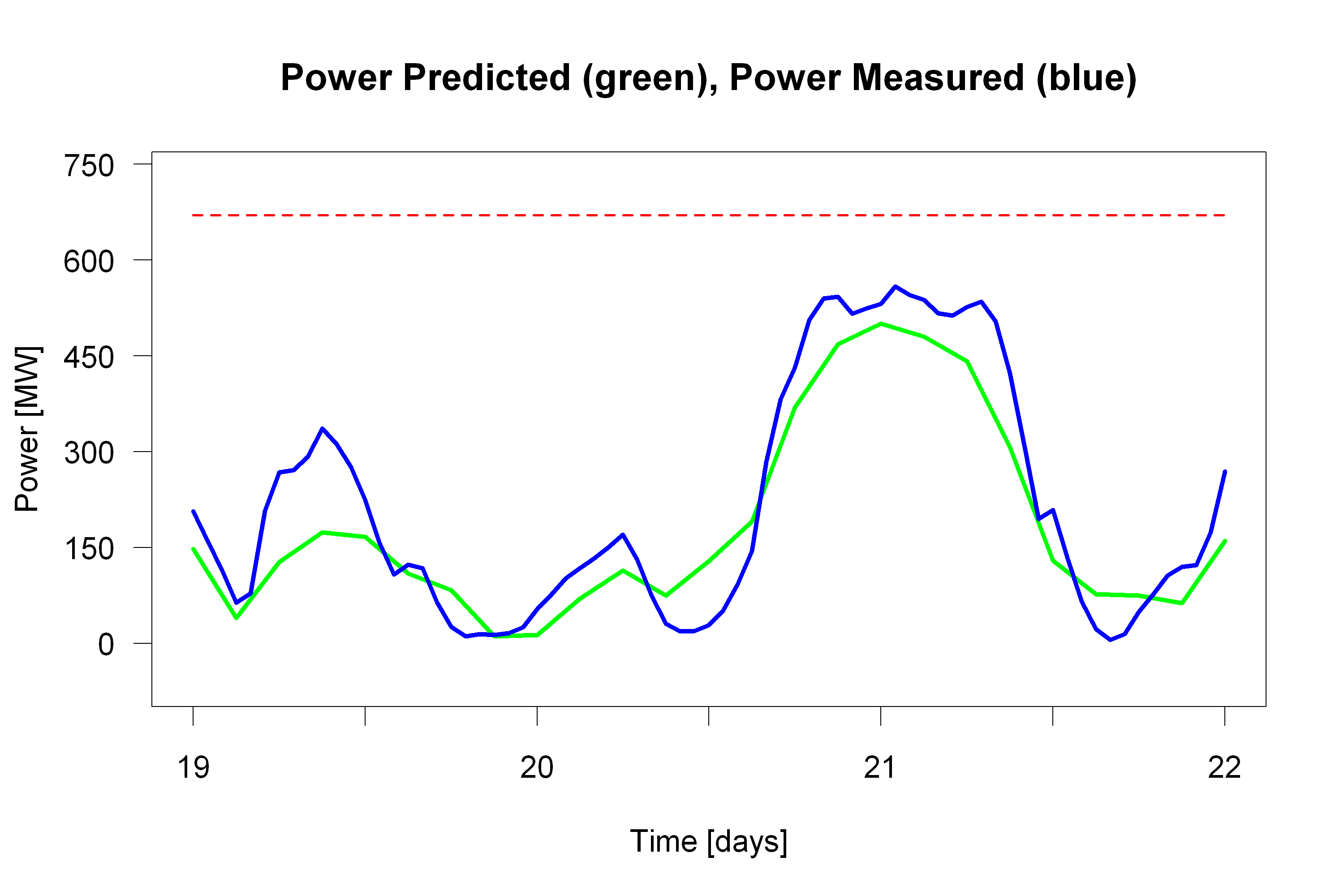
前一日的風力預測與實際發生風力的比較。

電網營運商使用前一日的天氣預報來確定次日使用哪些電源，並預測可能的風能和太陽能輸出。雖然風能發電預測已投入運行數十年，而截至2019年，國際能源署（IEA）仍須協調國際間合作以進一步提高這種預測的準確性。

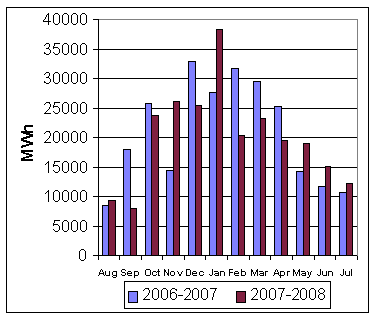
位於加拿大安大略省的伯韋爾港風力發電廠兩年內的月度發電量。

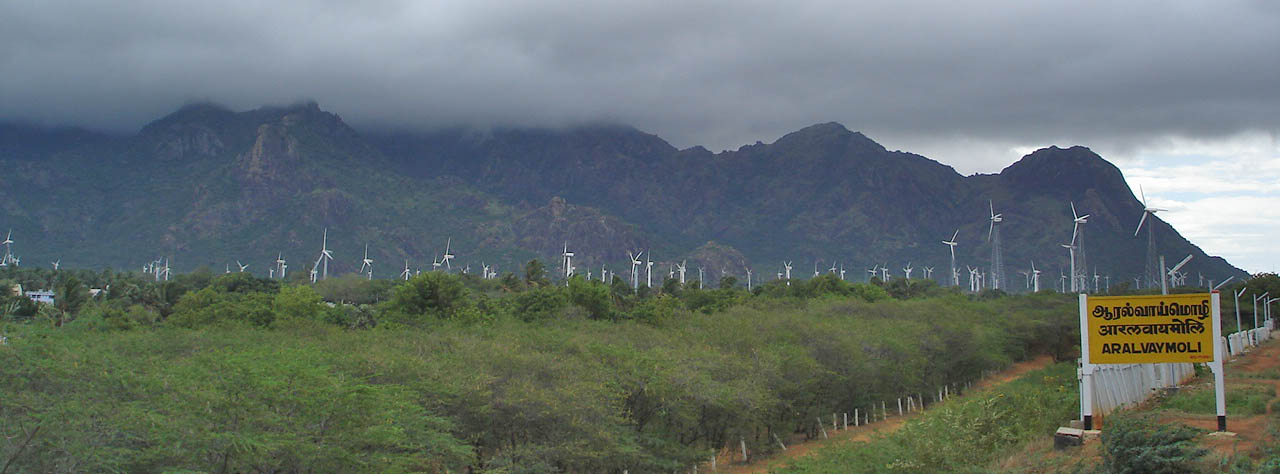
位於印度泰米爾納德邦的穆潘達爾風力發電廠。

風能發電是一種間歇性資源，給定發電廠在任何給定時間點產生的電量將取決於當時的風速、空氣密度和風力發電機特性等因素。如果風速太低，發電機將無法發電，如果風速太高，發電機將須關閉以免受損。雖然單一發電機輸出可能會隨著當地風速的變化而發生巨大且快速的變化，但隨著越來越多的發電機佈置在越來越廣大的區域，平均功率輸出變化將會變得越來越小。
- 間歇性：小於綜觀尺度氣象學（英语：Synoptic scale meteorology）（長度小於1,000公里左右，相當於一個平均國家的大小）涵蓋的領域，其中天氣基本上相同，因此風力發電量也大致相同（若當地具有特殊的風力條件則屬例外）。一些研究顯示分佈在不同區域的風力發電廠整體上很少會完全因為沒風而停止發電。[21][22]對於較小，地理統一的地區，例如愛爾蘭、[23][24][25]蘇格蘭[[26]和丹麥，每年發生幾日風力發電很少的情況屬於罕見。[27]
- 容量因子 ：風電的年容量因子通常為25-50%，離岸風電的表現優於陸域風電的。[28]
- 可調度電力 ：由於風電本身不可調度，有時會因此而為風電廠建立儲能設施。[29][30]
- 容量信用 ：在低滲透水準下，風電的容量信用與容量因子大致相同。隨著風電併網集中度的提高，容量信用例會下降。[31][32]
- 變動性 ：取決於地點。[33]海風比陸風更為穩定。[10]季節變化可能會導致風量減少50%。[34]
- 可靠性 ：風電廠在有風的時候有較高的可靠性。也就是說任何給定時間的輸出只會因風速下降或風暴發生而逐漸變化，電廠於發生風暴時須關閉。典型的風電廠在極端情況下不太可能在半小時內完全關閉，而一個類似規模的發電廠可能會在沒警告的情況下立即遭到損毀，可透過天氣預報來關閉風力電廠。發電機的平均可用性為98%，當一部發電機發生故障或需停機維護時，對大型風電廠輸出的影響不大。[35]
- 可預測性 ：雖然風會變動，但其在短期內的表現也可預測。風力在一小時內發生小於10%的變化的可能性為80%，於5小時內發生10%或以上變化的可能性為40%。[36]

由於風電是由大量小型發電機所產生，個別機器故障不會對電網造成大的影響。風電的這項特性稱為韌性。

### 太陽能

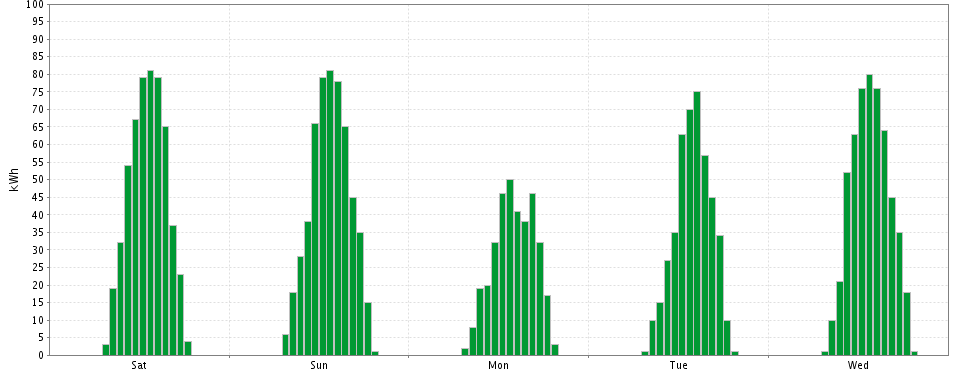
位於美國舊金山的甲骨文球場，每日太陽能光電發電量。

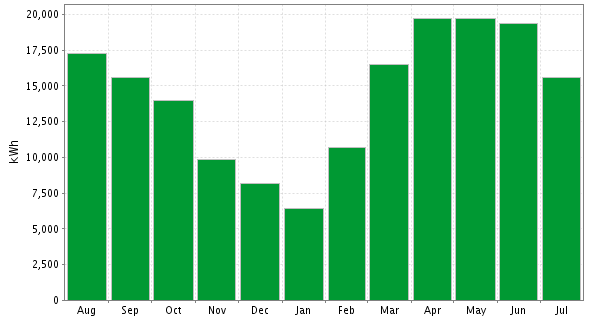
甲骨文球場太陽能光電發電量的季節性變動。

太陽能發電有其間歇性的本質，因為這種發電方式取決於特定地點和時間的陽光量。太陽能輸出受白天和季節中的變化，並受到灰塵、霧、雲層、霜或雪的影響。許多季節性因素可準確預測，一些太陽熱能發電系統會利用儲熱方式以全天生產電力，再輸入電網。
- 變動性 ：太陽能發電在夜間不會運作，在惡劣天氣下發電量也很少，且會隨季節變化，在沒儲能系統的情況時會有很大的變動性。在許多國家的情況是在風能可用性較低的季節，由太陽能提供大部分能源，反之亦然。[39]
- 容量因子 標準太陽能光電的年平均容量因子為10-20%，[40]但能夠追隨陽光來源而移動的光電模組，其容量因子可提高到30%。[41]拋物槽式太陽能集熱器（英语：parabolic trough）發電系統加上儲熱裝置的容量因子為56%。[42]蓄熱塔式太陽熱能發電系統的容量因子為73%。[42]

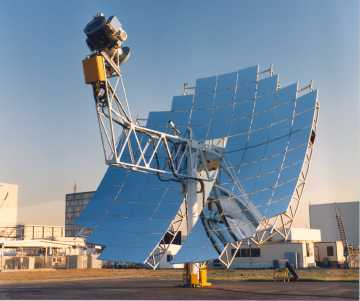
太陽熱能發電形式中，一種名為Dish Sterling的拋物槽式太陽能集熱器設計。

太陽能發電的間歇性作用將取決於與電力需求的相關性。例如內華達州太陽能一號等太陽熱能電廠在某種程度上與美國西南部等地區在夏季製冷需求較大的高峰負載相匹配。像西班牙小型赫馬索拉太陽熱能發電廠可改善電力供應和當地需求之間的匹配。採用儲熱裝置以改善容量因子，雖然會降低最大發電容量，卻能延長系統發電的總時數。

### 川流式發電
建造水庫會對環境造成影響（參見水壩對環境的影響），許多國家因此不再建造新的大型水壩。但仍持續建設川流式發電廠。由於沒有水庫蓄水緩衝，這種發電方式的發電量會出現季節性和年度變化。

### 潮汐能發電

潮汐變化分布。

潮汐能是所有變動式再生能源中最可預測的。潮汐每日起伏兩次，這種能源不是間歇性，反而甚為可靠。

### 波浪能
波浪主要由風產生，因此波浪提供的能量往往由風的能量決定，但由於水的質量變化比風力的小。風功率與風速的三次方成正比，波浪能功率與波高的平方成正比。

## 整合解決方案
任何超出需求的電力都可用來取代火力發電廠消耗的燃料、儲存或是出售給另一電網。生物燃料和傳統水力發電廠可留到間歇性發電不足時再啟動。有些人預測到2020年代末，"接近穩定電力"形式的再生能源（配置儲能設備的太陽能和/或風能發電）將比現有核能發電更為便宜，而將不再需要基本負載發電廠。
美國目前的基本負載電力是由燃煤發電廠、燃氣（天然氣）發電廠、核能電廠、水力發電廠及地熱能發電廠共同提供。
上述間歇性再生能源比燃燒煤炭和天然氣的發電方案產生更少的溫室氣體排放，最終將會導致化石燃料成為擱淺資產。當相關組織更注重靈活性與性能而非成本時，可導致發電廠運行時數減少，容量因子也可降低。
所有用於發電的能源都具有一定程度的變動性，需求模式通常也會導致供應商輸入電網的電力發生大幅波動。在可能的限度內，電網運行的目的就是以高度可靠性將電力供應與需求匹配，並且將供應和需求的工具完善。引入大量具高度變動性的發電可能需要改變現有的程序和進行額外投資。
可靠的再生能源供應可透過使用1. 混合再生能源以產生高於間歇性的平均電力（參見故障容許度）及 2.備用或建立額外的基礎設施和技術（參見系統冗餘）來實現。此外，用於填補間歇性缺口或緊急情況的儲能系統也可成為支持可靠電源的一種做法。
實務上，只發電以提供部分負載的傳統發電廠（本已存在以提供反應和儲備）會調整其電力輸出以進行風能輸出的變化補償。雖然目前間歇性發電的低滲透率可運用現存的反應水平和低運轉儲備發電設備來補償，但當進入較高滲透率時，較大總體變化將需要建置額外的儲備設備或其他補償手段以為因應。

### 營運儲備
所有營運中的電網都已擁有儲備和低運轉備用容量，以補償電網中本來已具的不確定性。加入像風能等間歇性能源，並不需要增加額外100%的 “備用”，因為運行備用和平衡需求是根據整個系統計而來，而非針對特定發電廠而專門備用。
一些天然氣或水力發電廠會僅作部分負載發電，然後根據實際需求進行應對，或是補充快速損失的發電量。隨著需求變化而變化的能力稱為 "反應"。通常在30秒到30分鐘的時間內快速補充損失發電的能力稱為"運轉備用"。
一般而言，作用為尖峰負載發電廠的效率會低於基本負載發電廠。具有蓄水能力的水力發電設施，例如傳統的水壩，可作為基本負載或是尖峰負載發電廠使用。
電網可與電池儲電廠簽訂合同，這些儲電廠可立即提供使用長達一小時左右的電力，可在某些發電廠發生故障時，讓其他發電機有足夠的啟動時間，這樣可大幅減少所需的運轉備用發電機台。

### 需量反應
需量反應是能源消耗的變化，以更能與電力供應保持同一步調。做法可採取關閉負載的形式，或吸收額外的電力來調整供需失衡。美國、英國和法國的電力系統都為使用這類措施而制定廣泛的激勵辦法，例如提供優惠費率或是提供資本贊助，鼓勵負載量大的消費者在系統容量不足時自行下線，或在系統有剩餘容量時自動加載。
某些類型的控制在電力不足時，可讓電力公司在遠端將負載關閉。在法國，歐洲核子研究組織（CERN） 等大型電力用戶會根據輸電系統營運商法國電力公司 (EDF) 的要求以及EJP（European Joint Purchase tariff）費率的鼓勵，在電力不足時適當降低用電量。.
能源需求管理指的是調整電力耗用的誘因（包括財務上及行為上的），例如尖峰時段提高電價。即時變動電價可鼓勵使用者調整使用量，增多在電力便宜時期使用，並避開電力更稀缺和昂貴的時期。一些電力使用者，例如海水淡化廠、電熱鍋爐和工業製冷機組，能夠將其輸出（水和熱量）儲存。
有人提出比特幣的挖礦活動可平衡間歇性發電的供應、穩定電價及提高前述發電廠的利潤等諸多論點但也有人辯稱此行為是不可持續的做法。
大多數大型系統間還會簽訂互利合同，設定一種用電負載，當發電量不足時，這些用者會立即脫離，而立即將負載降低。

### 電力儲存

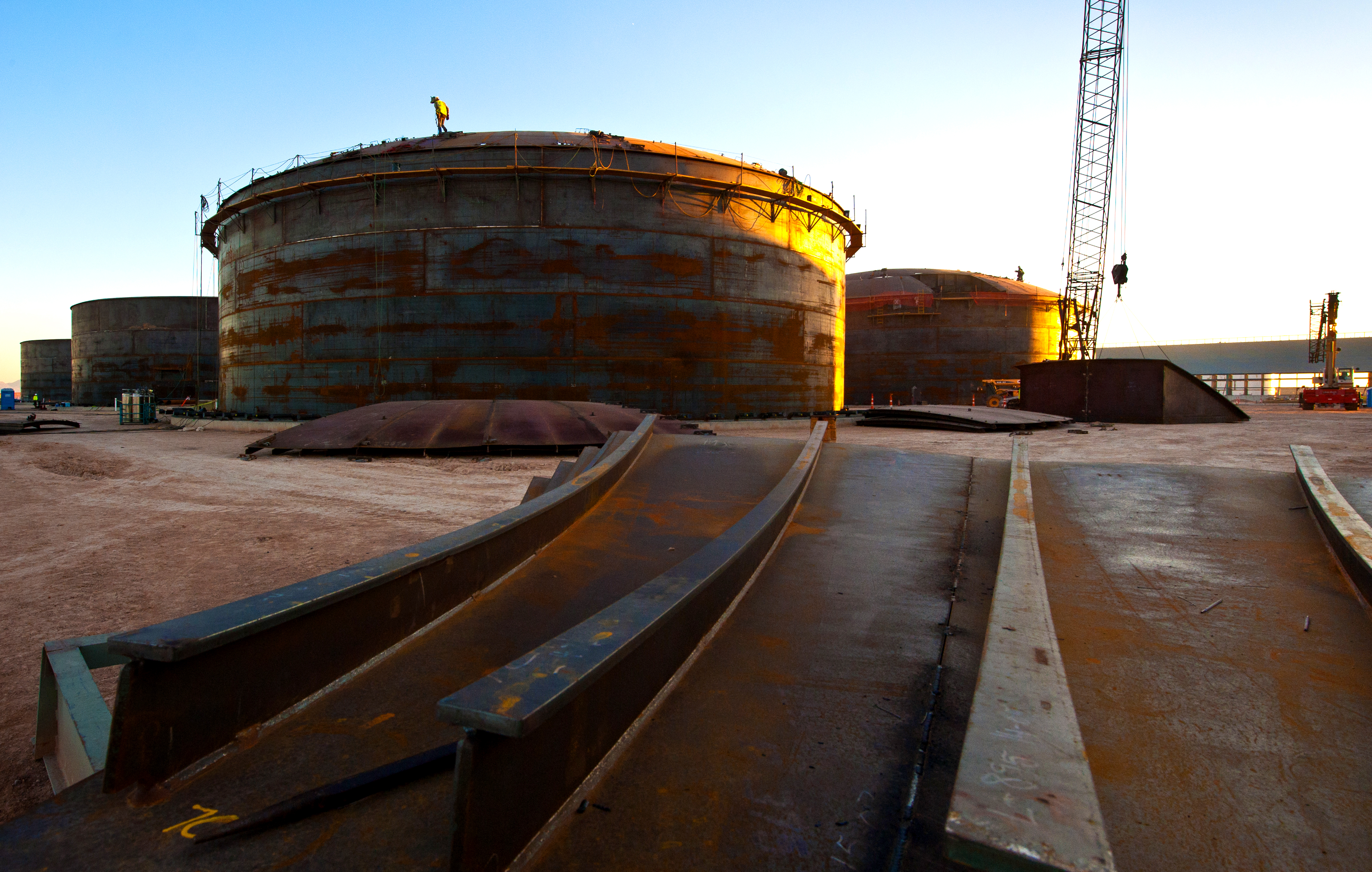
這座位於美國亞利桑納州的索拉納太陽熱能發電廠，其儲熱系統鹽罐中的融鹽可讓發電廠在日落後也能持續供電，電廠的額定容量為280百萬瓦。儲熱系統可持續使用6小時，電廠全年發電量可達額定容量的38%左右。

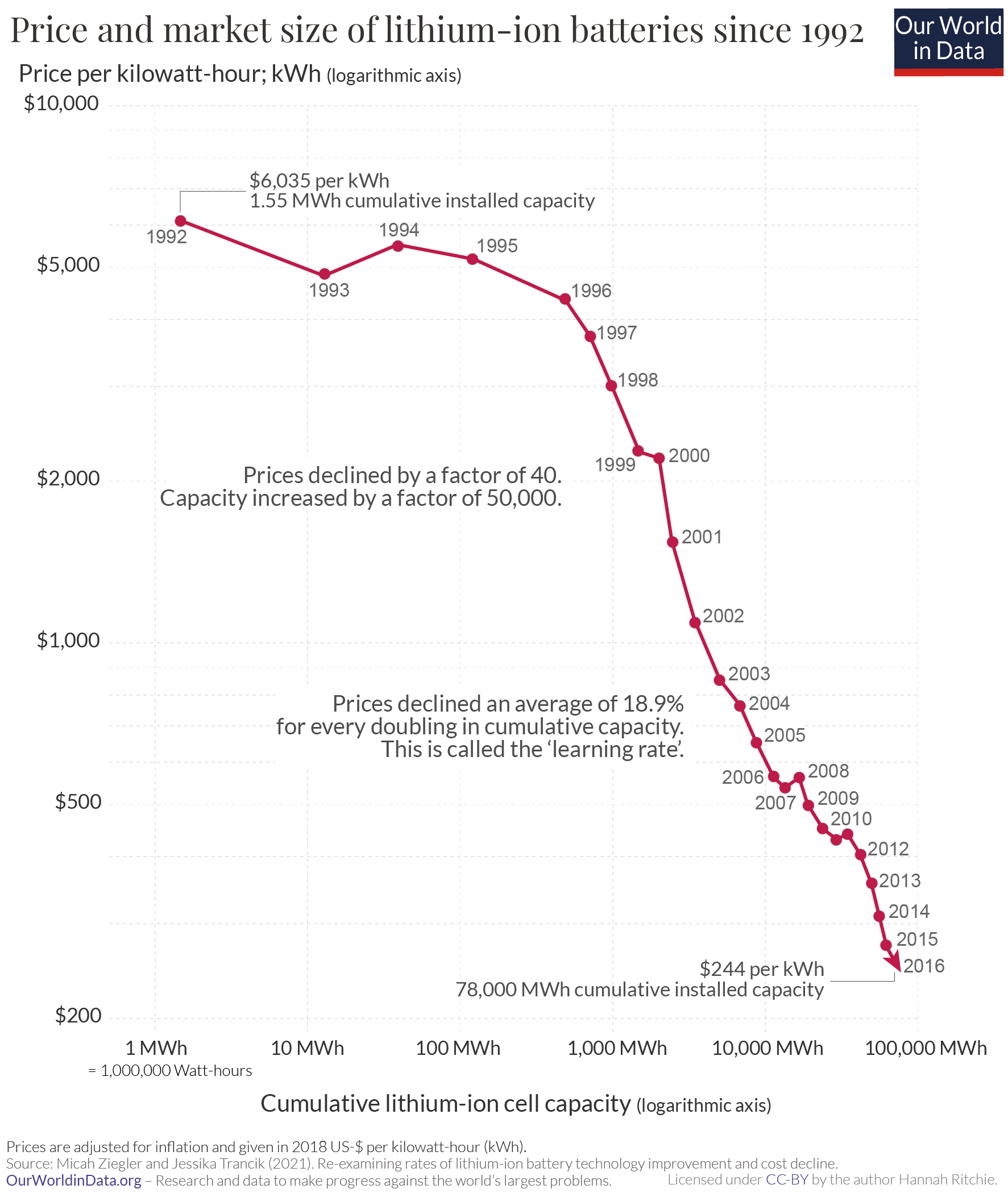
業界製造鋰離子電池的學習曲線，在過去三十年中，電池價格已下降97%。

在電力需求不高，而風能和太陽能電力產出量卻很大時，電網需要降低各種可調度發電源的輸出，甚至增加可控制的負荷，例如，可通過使用儲能設施將電能移轉到高峰時段釋放，而將電力負荷時段移轉。此類調整機制有：
抽水蓄能電站是目前最普遍使用的技術，可大幅提高風電的經濟性。適合此類發電廠的可用性因電網而異。典型的抽蓄循環效率為80%。
截至2020年，傳統鋰離子電池是電網規模級電池儲能最常見的類型。可重複充電的液流電池是種大容量、反應迅速的儲存中介。
可將水電解而產生氫氣，儲存之後供將來發電使用。
飛輪儲能系統比化學電池儲能具有一些優點 - 耐用性，因此可頻繁使用而不會明顯縮短使用壽命，另外還具有非常快速的反應和功率變化率。這種方式可在幾秒內完全放電及完全充電。相關設備可使用無毒且環保的材料製造，一旦使用壽命結束，回收容易。
熱能儲存，儲存的熱量可直接用於加熱或轉化為電能。在熱電聯產發電廠中，儲熱裝置可以相對較低的成本作為功能性儲藏裝置。
冰蓄冷空調可將冰跨季節儲存，在高需求時期用作空調用途。目前的系統只需儲存冰幾個小時，譬如在電費低的夜晚製冰，於第二日白天用於空調，已是一種成熟的做法。
電能儲存過程中會導致一些能量損失，儲存和隨後使用之間有效率上的差異。儲存設施還需要資本投資和裝置空間。

### 地理分散性和互補技術

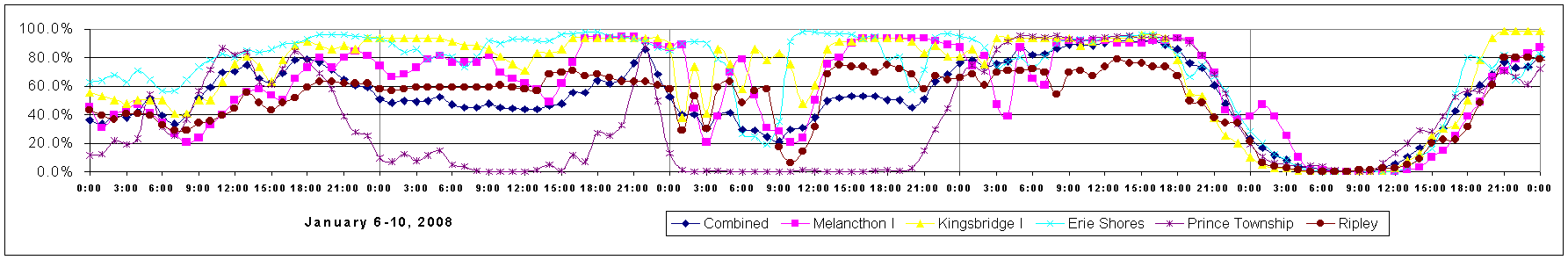
五座位於加拿大安大略省風電廠，於五天內的每小時發電量。

單一風力發電機的發電量有很高的變動性。只要每個發電機之間的輸出功率相關性不完全一致，那麼將任何數量的發電機組合在一起（例如組成風力發電廠），就會降低整體發電量的統計偏差。由於每部發電機之間的距離會影響風速，因此這些相關性永遠不會完美一致。由於風力發電依賴天氣系統，因此這種地理多樣性對於任何電網系統的好處均會有限制。
多個分佈在廣闊地理區域的風電廠，將其併入電網之後，會比小型風電廠的發電量更加穩定且有較小的波動性。使用天氣預報可在一定程度上正確的預測電力產出，尤其是大量風力發電機/發電廠的發電。隨著數據累積，預測風力發電的能力將會隨著時間而增強，尤其是出自較新設施產生的數據。
太陽能產生的電力往往可抵消風能的波動式電力供應。通常風量於夜間和陰天，或暴風雨天氣時會最大，晴天陽光較多時的風量較小。此外，風能往往會在冬季達到高峰，而太陽能則在夏季達到高峰。風能和太陽能兩者結合，可減少對可調度備用電源的需求。
- 在某些地區，電力需求可能與風力發電量具有高度相關性，特別是在低溫導致電力消耗升高的地區，因為冷空氣密度較大，並攜帶更多能量。[79]
- 對備用發電（風力發電）做進一步投資，滲透率將會增加。例如有些時期可產生80%的間歇性風力發電，而可取代如天使用然氣、生質能和水力所生產的可調度電力。
- 現有水力發電量佔比較高的地區可能會增加或減少自身的發電量，改而使用大量的風電。挪威、巴西和加拿大的曼尼托巴省的水力發電量很高，加拿大魁北克省90%以上的電力來自水力發電，魁北克水電公司是世界上最大的水力發電公司。美國太平洋西北地區被認為是另一個風能與現有水力發電互補良好的地區。[80]水力發電設施的儲存容量將受到水庫規模、環境和其他考慮因素的限制。

### 連接國外電網
在發電過剩時向鄰國電網輸出電力，並在需要時再進口的做法通常可行。這種做法在歐洲以及美國和加拿大之間很常見。與其他電網的整合可降低間歇性電力的有效集中度：例如丹麥有很高的間歇性再生能源滲透率，但相較於互連的德國/荷蘭/斯堪的納維亞電網（由瑞典/丹麥/挪威三國水力發電網組成）電網，其佔比要低很多。對於間歇性電力造成的波動，跨國的水力發電可發揮調節作用。。
輸電基礎設施可能必須大幅升級才能支援電力出口/進口計畫。有些電力會在傳輸過程中損失。輸出間歇性電力的經濟價值部分取決於輸出電網以有吸引力的價格在有用的時段向輸入國提供電力的能力。

### 部門耦合
當交通運輸、供熱和天然氣等部門與電力系統結合時，電力需求和供給間可作更好的匹配。例如電動車市場預計將成為最大的儲存容量來源。部門耦合可能是一種成本較昂貴的選擇，但對於間歇性再生能源高比例滲透的電網而言，會比其他調度手段更為適合。國際能源署表示，需要部門耦合將季節性需求和供應之間的不匹配整合。
電動車可在低電力需求和高產量期間充電，而在某些場合可將電力從車輛送回電網（V2G）。

## 滲透率
滲透率指的是一次能源（PE）在電力系統中的佔比，以百分比表示。有多種計算方法，產生不同的數據。計算方式有：
1. 由PE產生的額定容量（裝置發電容量）除以電力系統中的尖峰負載，或者
2. 由PE產生的額定容量（裝置發電容量）除以電力系統的總裝置容量，或者
3. 由PE在給定時間段內產生的電力除以該時間段內電力系統的需求。

間歇性電力的滲透程度非常重要，原因如下：
- 具有大量可調度抽水蓄能、水庫/蓄水池水力發電或天然氣發電廠等其他尖峰負載發電廠的電網，將可更易配合間歇性電力的波動。[89]
- 無良好互連，相對較小的電力系統（例如於偏遠島嶼）可能會保留一些現有的柴油發電機以維持靈活性，[90]但會消耗較少的燃料，[91]直到更清潔的能源或儲能裝置（例如抽水蓄能或電池裝置）變得有成本效益。[92]

於2020年代初期，風能和太陽能發電量佔全球電力生產的10%，但多個電網系統已具有40-55%的供電滲透率，預計英國到2030年的滲透率將超過65%。
沒有普遍接受的最大滲透率水準，因為每個系統補償間歇性的能力不同，系統本身會隨時間而變化。應謹慎對待和使用可接受或不可接受的滲透率數字的討論，因為相關性或重要性會高度受到地方因素、電網結構和管理以及現有發電能力的影響。
對於全球大多數電網系統而言，現有滲透程度明顯低於實際或理論的最大值。

### 最大滲透率的限度
在沒有區域聚集、需求管理或電力儲存的情況下，風能和太陽能兩者聯合發電的最大滲透率預計約為70%至90%，但電力儲存能維持12小時容量時，滲透率可達94%。經濟效率和成本考量更有可能是關鍵因素，技術解決方案有可能在未來將滲透水平更為升高，特別是當成本成為次要因素時。

### 間歇性能源的經濟影響
估計風能和太陽能成本時可將風能和太陽能間歇性的"外部"成本列入考慮，或僅限於兩者的發電成本。所有發電廠除發電成本之外，還有例如任何必要的傳輸設施或備用容量成本（以備發電能力發生損失之用）。許多類型的發電，特別是使用化石燃料發電，都會產生外部性，例如污染、溫室氣體排放和棲息地破壞，而這些外部性通常並未直接列入計算。
而經濟影響的嚴重程度存在爭議，且會因地點而異，但預計會隨著滲透率的提高而增加。在滲透率較低的情況下，備轉容量和平衡間歇性等成本等被認為是無足輕重。
間歇性可能會帶來與傳統發電類型不同，或是程度不同的額外成本。包括：
- 傳輸容量：由於風能和太陽能發電的負載因子較低，傳輸容量的成本可能比核能發電和燃煤發電更為昂貴。輸電容量通常會根據預期的峰值輸出來確定，但風電的平均傳輸容量將顯著為低，而將實際傳輸的每單位能源成本提高。然而傳輸成本只佔總能源成本的一小部分。[97]
- 額外備轉容量：如果新增的風能和太陽能發電不符合需求模式，可能需要額外的備轉容量，但這不會導致新增電廠的資本成本更高，因為可將現有發電廠的發電量降低 - 將之改為低運轉儲備發電設備。一些觀點認為所有的風電都需要有等量的"備用容量"作為支撑，但事實上間歇性發電設備"只要在高峰時段有一些產出概率"就可對基本負載有貢獻。備用容量不是單一發電機的責任，因為備用容量（或成運行備用）"僅在系統層面上才有意義"。[98]
- 平衡間歇性成本：為維持電網穩定，在負載與需求間作平衡可能會產生一些額外成本。進行電網平衡的成本可能會很高，但可帶來長期的節省。[99][100][101][102]許多國家的政府對於多種間歇性再生能源會不時邀請業者參與密封投標，以建造一定容量的太陽能發電廠，再連接到某些變電站。最低出價者將可得標，政府承諾在固定年限內以每千瓦時的標單格購買電力，或購買一定總量的電力。此舉為投資者應對高度波動的批發電價提供確定性。[103][104][105]然而如果業者以外幣舉債，仍有面臨匯率波動風險的可能。[106]

## 按國家/地區舉例

### 英國
英國電力系統營運商National Grid Electricity System Operator表示只要有足夠的再生能源發電，該國到2025年將能實現低碳經濟，並可能在2033年實現負排放的目標。該公司指出新的產品和服務將有助於降低整體系統營運成本。

### 德國
擁有大量再生能源的國家，太陽能發電會導致每天中午左右的電力價格下跌。太陽能光電生產的電力可配合此時段更高的需求。下圖顯示於2022年中的德國，其兩週間隔期間中的再生能源發電佔比超過40%。每晚和週末的電價也由於需求低迷而下降。在沒光電和風電供應的時段，電價會上漲，而可能導致需求面調整。雖然工業是按使用小時費率支付電費，但大多數私人家庭仍以固定費率支付電費。有了智慧型電錶，也可激勵私人消費者在有足夠的再生能源且價格便宜之時為電動車充電。
可調度電力生產的靈活性對於支援間歇性能源甚為重要。於德國的案例顯示抽水蓄能電廠、燃氣發電廠和燃煤電廠可快速調整發電量以提供備用。褐煤發電廠的發電量每天變動很大。核能和生物質能發電理論上可在一定程度上調整發電量，然而就目前而言，針對這兩種發電方式的調整誘因似乎還不夠高。

## 延伸閱讀
- Sivaram, Varun. . Cambridge, MA: MIT Press. 2018. ISBN 978-0-262-03768-6.

## 外部連結
- Grid Integration of Wind Energy 的存檔，存档日期2012-05-10.